# Pavián anubi
Pavián anubi (Papio anubis) je úzkonosý primát z čeledi kočkodanovitých, který žije ze všech paviánů na nejrozsáhlejším teritoriu.

## Rozšíření

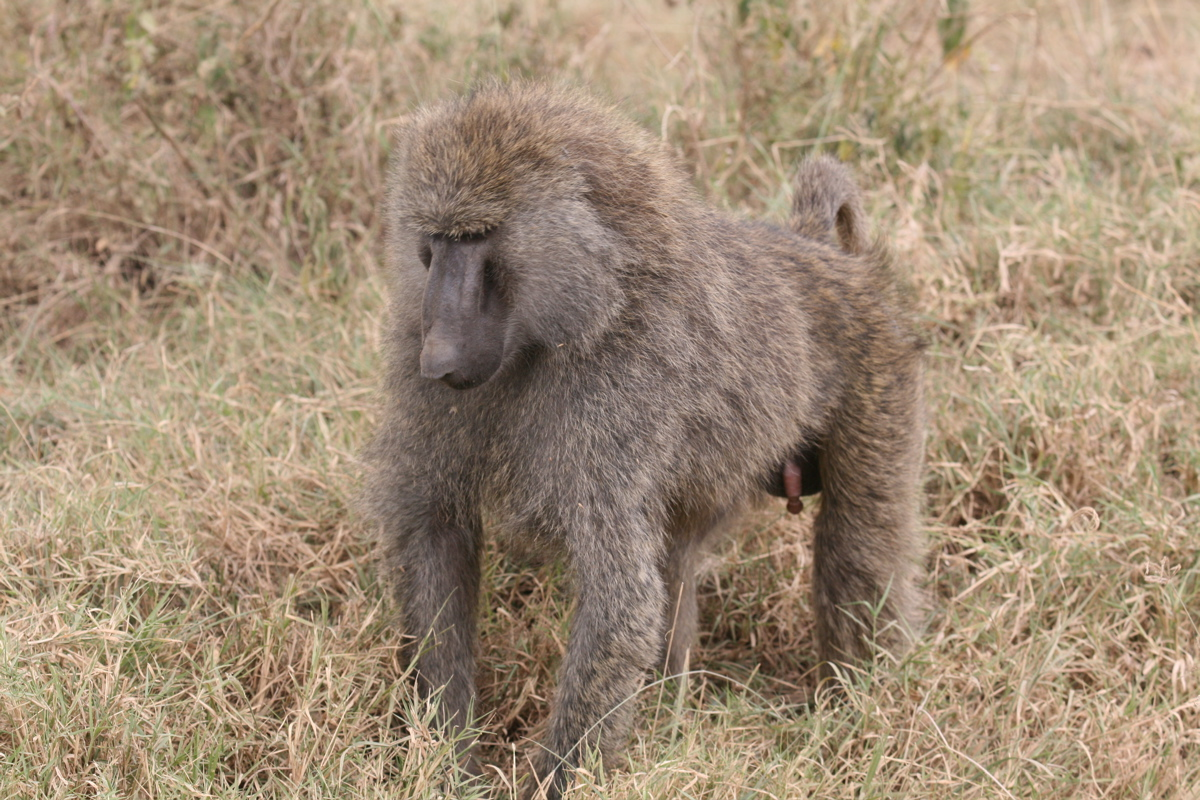
Samec

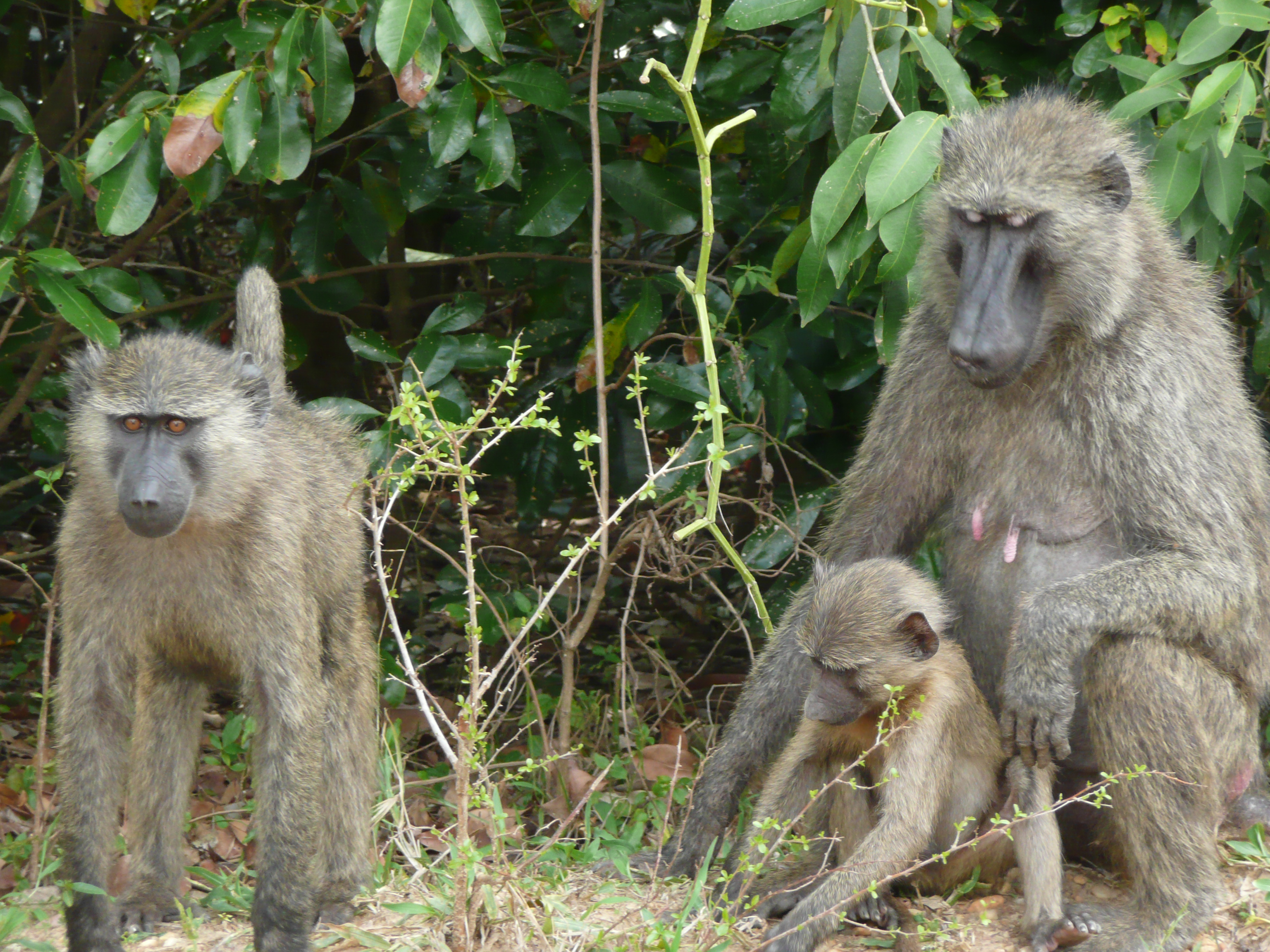
Samice se dvěma mláďaty

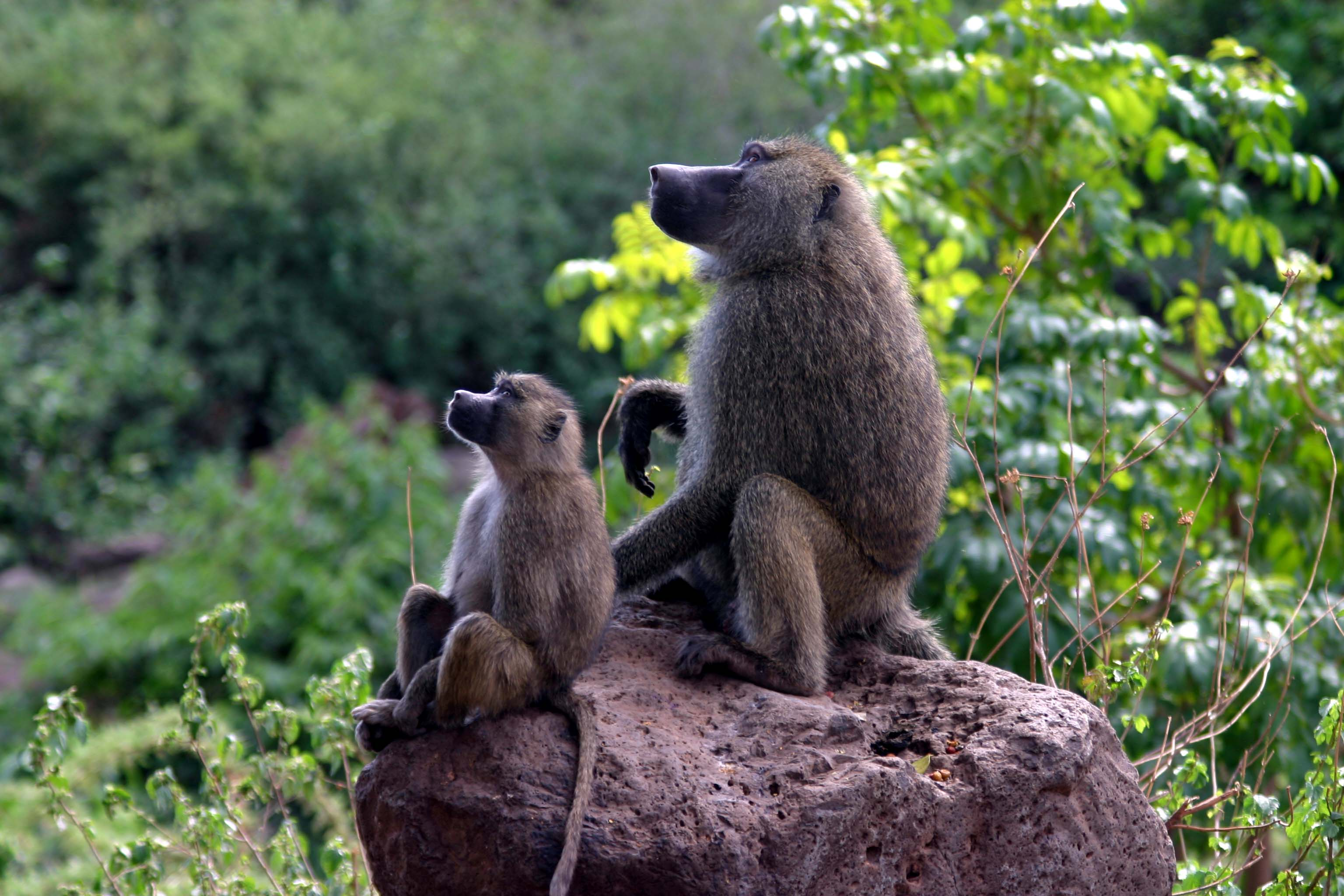
Ona a ono sledují ...

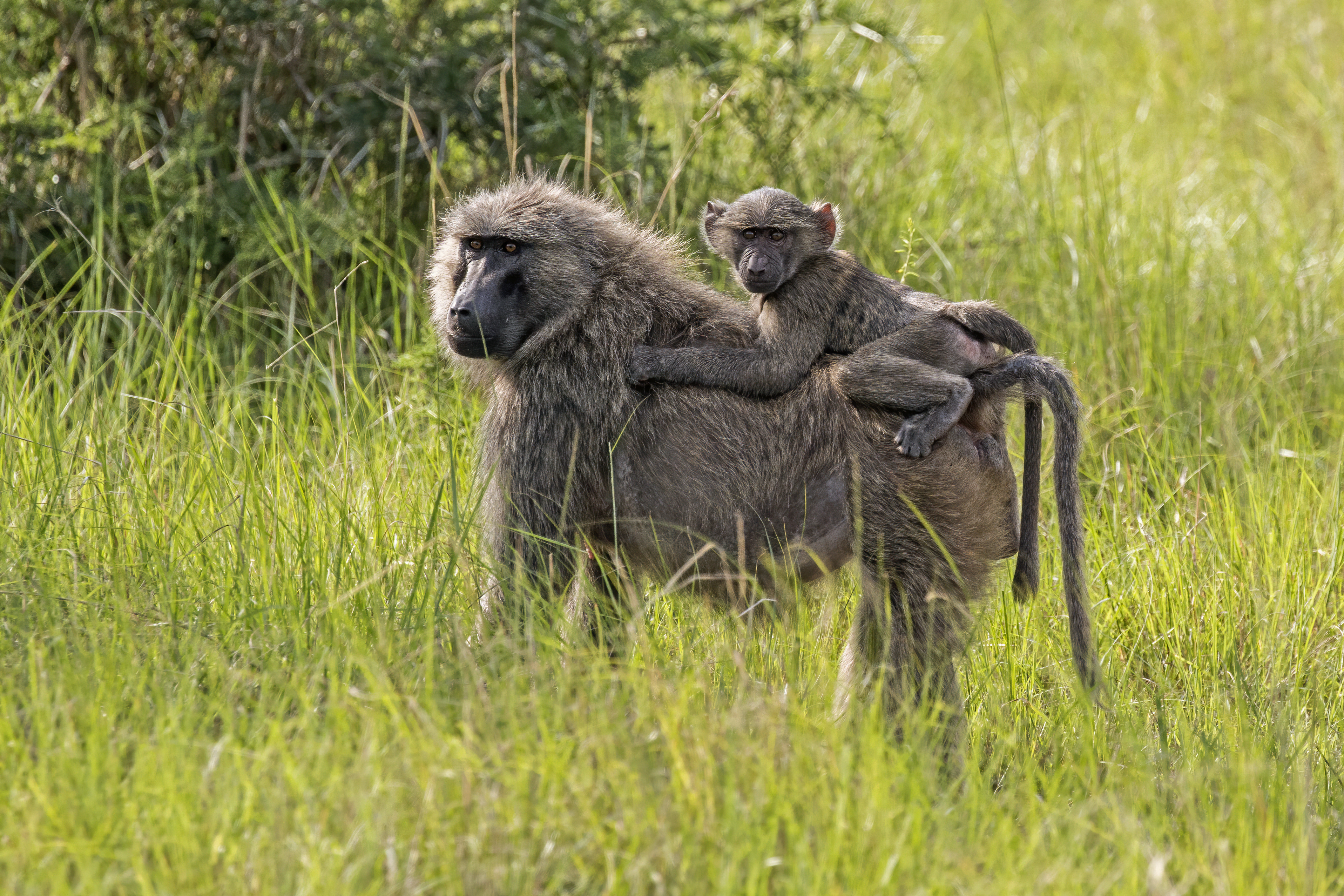
Pavián anubi s mládětem v Národním parku královny Alžběty v Ugandě

Vyskytují se v Africe po obou stranách rovníku, na severní straně nejzápadněji v jižní Mauretánii, Guineji a Mali, odtud přes Sierru Leone, Pobřeží slonoviny, Burkinu Faso, Ghanu, Togo, Benin, Nigérii, Niger, Čad, Středoafrickou republiku, Kamerun a Súdán až po Etiopii, Eritreu a Somálsko. Na jižní straně rovníku žijí od Konga a Demokratické republiky Kongo přes Rwandu a Burundi po Ugandu, Keňu a Tanzanii. Na západě se jejich teritoria překrývají s paviány guinejskými, na východě s paviány pláštíkovými a na jihu s paviány babuiny; příležitostně se i kříží.
Obývají savany, stepi, polopouště, galeriové lesy i okraje deštných pralesů. Dávají přednost místům s možností blízkého úkrytu, ať na těžko přístupném skalnatém terénu nebo na stromech.

## Popis
Mezi oběma pohlavími je značný pohlavní dimorfismus. Samci měří asi 70 cm, váží 24 kg a ocas mívají dlouhý 56 cm, kdežto samice bývají veliké jen 60 cm, váží zhruba 15 kg a délka jejich ocasu je 48 cm. Zvířata chovaná v zajetí bývají dobře krmená a proto jsou průměrně o 2 až 4 kg těžší. Samci mají navíc v přední části těla znatelnou hřívu, zřetelné hřebeny po obou stranách čenichu, podstatně větší špičáky i nadočnicové oblouky. Samicím se v období páření probarvuje genitální oblast do růžova, někdy až do červena.
Srst mají barvy olivově šedé. Lysá kůže obličeje a sedacích partií je tmavě šedé až černé barvy. Hlavu mají nad očnicemi zploštělou. První čtvrtinu ocasu nosí vzpřímenou, zbylá část je převislá (zlomená). Mají 32 zubů, první premolár obrušuje horní špičák, stoličky mají široké.

## Stravování
Paviáni anubi jsou všežravci, konzumují listy, květy, lesní plody a semena, kořínky, vejce, hmyz i menší obratlovce. Vzhledem k výskytu na tak velikém teritoriu je jejich jídelníček značně rozdílný, navíc zde hraje roli i střídaní různě intenzivních období sucha a dešťů. Jsou schopni své stravovací návyky přizpůsobit obývanému biotopu. Pokud žijí v blízkosti obdělávaných polí, doplňují svou stravu o zcizovanou kukuřici, banány, atd. Dokáži v tlupě ulovit i menší antilopu.

## Společenský život
Žijí v početných smíšených skupinách od 40 do 100 jedinců na území o rozloze asi 0,4 až 2 km². Ráno po probuzení odchází tlupa ze svého nocležiště za potravou. Hledání a sbírání potravy, jak na zemi tak na stromech, prokládají odpočinkem. Se soumrakem se vracejí na své oblíbené spací místo. Nocují přednostně na těžko přístupných skalních římsách nebo v korunách stromů převyšující okolní vrcholky. Časté jsou také přesuny skupin za novým zdrojem potravin. Přesun probíhá organizovaně, po zemi se pohybují po čtyřech. Když běží, lze jejich styl přirovnat ke cvalu koně.
Vztahy ve skupině jsou matrilineární, samice ve své domovské skupině zůstávají. Naopak silnější samci vyhánějí pryč své potenciální konkurenty, mladší samce po pubertě, a staré jedince, kteří se takto často stávají kořisti predátorů. O přijetí cizího samce do skupiny rozhoduji sympatie některé ze samic. Samice, které měly více mláďat, stojí v hierarchii tlupy výše. O postavení samce rozhoduje síla a chytrost.
Mají rozličné hlasové projevy, dávají hlasem najevo svou nadřazenost, vyhrožují svému soku nebo zastrašují případného dravce, vyjadřují strach nebo také přátelské úmysly. V rámci skupiny většinou komunikují vizuálně, kdy zastrašují upřeným pohledem, zíváním, ukazováním špičáků, vytahováním obočí nebo naopak vyjadřují podřízenost sklopením hlavy, odvrácením pohledu, stažením rtů apod. Vzájemné vztahy v tlupě si utužují dotekovou komunikaci, většinou jen mezi příslušníky stejného pohlaví, reprezentovanou „hledáním blech v kožichu“ nebo dotekem nosů. Funguje také chemická komunikace a to především v období říje.

## Rozmnožování
V tlupě trvale existuje veliká rivalita při páření, vyhrávají samci větší, silnější i chytřejší. Pářit se mohou v podstatě všechny samice a všichni samci. Samice si většinou vybírá samce a tomu dává najevo připravenost k páření. Pokud si ale tohoto náznaku všimne silnější jedinec, prosadí se k páření sám. Estrus trvá 15 až 20 dnů, za tu dobu se samice spáří s několika samci. Tím není jistý otec a nedochází k útokům agresivních samců na mláďata.
Po březosti dlouhé asi 180 dnů samice porodí převážně jen jedno černě zbarvené mládě o váze cca 1 kg, které je kojeno 12 až 14 měsíců, pak se přebarví do šatu dospělého. Pokud mládě uhyne před odstavením, samice je většinou schopná zabřeznout dříve, jinak jsou intervaly březosti 1 až 3 roky. Samice se mláděti stará nejen o potravu, ale chrání ho, pečuje mu o srst, pomáhá mu při transportu a hraje si s ním. Starší samice mládě déle kojí a všestranně o ně více pečují. Samice s kojeným mládětem má v tlupě lepší postavení, proto dochází mezi samicemi ke krádežím ještě nepřebarvených mláďat, hlavně mladým nezkušeným samicím; mnohdy ke škodě mláděte. Jinak o kojená mláďata projevují všichni členové tlupy, i samci, zájem a v případě potřeby převezme o mládě péči jiná samice.
Pohlavní dospělosti dosahují samci za 7 až 8 roků, samice po 6 až 7 létech. Tato doba je závislá na výživě matky během kojení a na kvalitě následně přijímané tuhé stravy mládětem.
Mezi hlavní predátory paviána anubi jsou považováni levharti a šimpanzi. Asi 1 % populace se ročně stane oběti jejich útoků, z toho jsou ze 3/4 mláďata. Průměrná doba života v zajetí je asi 20 let. Pokud likvidují domorodcům úrodu z jejich polí, pořádají tito na ně trestné výpravy.